# Mehdi Azim
Mehdi Azim (arab. المهدي عزيم, ur. 22 listopada 1987) – marokański piłkarz, grający jako napastnik w Renaissance Martil.

## Klub

### FAR Rabat
Zaczynał karierę w FAR Rabat. Do pierwszego zespołu dostał się w 2008 roku.
W sezonie 2011/2012 (pierwszym w bazie Transfermarkt) zagrał 12 meczów, strzelił dwie bramki i miał asystę.

### Moghreb Tétouan
14 stycznia 2012 roku został graczem Moghreb Tétouan. W tym zespole zadebiutował 4 marca 2012 roku w meczu przeciwko Wydad Casablanca (wygrana 2:0). Na boisku pojawił się w 77. minucie, zastąpił Abderrazaka El Mnasfiego. Łącznie zagrał 19 meczów i raz strzelił gola. Dwukrotnie zdobył mistrzostwo Maroka (2011/2012 i 2013/2014). 

### Union Sidi Kacem
1 stycznia 2015 roku przeniósł się do Union Sidi Kacem.

### Kawkab Marrakesz
10 stycznia 2019 roku podpisał kontrakt z Kawkab Marrakesz. W tym zespole zadebiutował trzy dni później w meczu przeciwko Olympic Safi (porażka 1:2). Zagrał cały mecz. To było jego jedyne spotkanie. 

### Dalsza kariera
1 lipca 2019 roku został zawodnikiem Renaissance Martil. Rok później przeniósł się do CS Fnideq. 1 września 2021 roku powrócił do Martil.